# Anna II
Anna II Guterres da Silva Ngola Kanini (morte en 1756) était une reine des royaumes unifiés de Ndongo et de Matamba de 1742 à 1756.

## Biographie
L’ascendance d’Anna II est discutée. Elle est souvent présentée comme la fille de Véronique Ire Guterres mais des recherches universitaires montreraient qu’elle serait plutôt sa petite-fille.
En 1744, Anna II doit faire face à l’invasion du royaume du Matamba par les Portugais, opération militaire considérée comme l’une des plus importantes du XVIIIe siècle. L’armée portugaise subit d’importantes pertes mais arrive malgré tout à atteindre la capitale du Matamba. Anna II est alors contrainte de signer un traité de vassalité qui reprend certaines clauses désavantageuses déjà concédées par sa mère aux Portugais en 1683. Ce traité permet aux Portugais de s’installer durablement sur les côtes du royaume et de développer les échanges commerciaux.
Comme sa mère, Anna II souhaite poursuivre la christianisation de son royaume et, pour ce faire, réclame régulièrement au préfet capucin du Congo et de l’Angola de lui envoyer des missionnaires, afin qu’ils s’établissent durablement dans son royaume. En effet, jusqu’alors, seuls quelques missionnaires du Cahenda et carmélites s’y installaient temporairement.
Anna II désigne Véronique II, qui serait sa nièce (fille d’Anna I) et qu’elle aurait adoptée, comme sa successeure. Anna II décède en 1756 et est donc remplacée par Véronique II, qui est renversée deux ans plus tard par la fille biologique d’Anna III.